# Чхалта (селение)
Чха́лта (абх. Чҳалҭа, груз. ჩხალთა) — сельский населённый пункт в Абхазии, в Гулрыпшском районе частично признанной Республики Абхазия, согласно административному делению Грузии — в Гульрипшском муниципалитете Абхазской Автономной Республики, подчинён администрации села Ажара. Расположен у слияния рек Чхалта и Кодор, на высоте около 600 м над уровнем моря.
Название села с абхазского языка представляет собой искажённое новыми поселенцами абхазское название местности Ҽхаларҭа «лошадиный подъём» (от абх. аҽы «лошадь» и ахаларҭа «место подъёма»). От Чхалты действительно начинается подъём на три высоких перевала через Главный Кавказский хребет, именно Марухский (9086 ф.), Нахарский (9617 ф.) и Клухорский (9226 ф.).

## Население
В 1959 году в селе Чхалта проживали 196 человек, в основном грузины (в Ажарском сельсовете в целом — 3239 человек, также в основном грузины). В 1989 году в селе жили 157 человек, также в основном грузины (сваны). По данным переписи населения Грузии 2002 года, в селе Чхалта (на момент переписи контролировавшимся властями Грузии) проживало 140 человек.
| Численность населения | Численность населения | Численность населения |
| 1959                  | 1989                  | 2002                  |
| --------------------- | --------------------- | --------------------- |
| 196                   | ↘157                  | ↘140                  |

## История
Известно как родина сванского лидера Эмзара Квициани, где размещался штаб возглавляемого им вооружённого формирования «Монадире» («Охотник»). После разоружения этого формирования грузинскими властями в 2006 году в Чхалте разместили «правительство Абхазии в изгнании», и село Чхалта стало административным центром Верхней Абхазии.
12 августа 2008 года, в ходе войны в Грузии, абхазские и российские силы в ходе силовой операции по вытеснению грузинских войск из Кодорского ущелья заняли Чхалту.